# Иглвил (округ Монтгомери, Пенсилванија)
Иглвил (енгл. Eagleville, Montgomery County) насељено је место без административног статуса у америчкој савезној држави Пенсилванија.

## Демографија
По попису из 2010. године број становника је 4.800, што је 342 (7,7%) становника више него 2000. године.
| Група             | 2000.         | 2010.         |
| Белци             | 2.884 (64,7%) | 3.197 (66,6%) |
| Афроамериканци    | 1.202 (27,0%) | 1.075 (22,4%) |
| Азијати           | 147 (3,3%)    | 264 (5,5%)    |
| Хиспаноамериканци | 184 (4,1%)    | 195 (4,1%)    |
| Укупно            | 4.458         | 4.800         |